# Plchovití
Plchovití (Gliridae nebo Myoxidae) je čeleď drobných hlodavců z podřádu veverkočelistných. Obsahuje 28 druhů v 10 rodech. Prakticky všichni obývají Palearktickou oblast od Evropy po Japonsko; pouze jeden žije v Africe jižně od Sahary. V Česku se vyskytují čtyři druhy.
Jsou to malí dobře šplhající hlodavci, kteří jsou výborně přizpůsobeni k životu na stromech a keřích. Živí se převážně rostlinnou potravou (ovoce, oříšky a jiné plody), ale někteří loví ve větší míře i hmyz nebo drobné obratlovce. Jsou aktivní převážně v noci. Severněji žijící druhy – včetně těch z Česka – upadají do zimního spánku.

## Evoluce
Plchovití jsou skupinou, která nepochybně existovala již v paleogénu (nejstarší fosilie jsou známé z období středního eocénu, z doby asi před 40 miliony let). V období pozdního miocénu, asi před 6 miliony let, žily na území dnešní Sicílie a Malty obří druhy plchů, dosahující velikosti domácí kočky.

## Vzhled
Plši připomínají veverky, ale jsou menší. Jejich tělo měří 60–109 mm, ocas 40–165 mm.
Srst mají jemnou. Ocas bývá obvykle kratší nebo stejně dlouhý jako tělo a je – kromě rodu Myomimus – ochlupený. Váží od 14 do 180 g. Nohy i jejich prsty jsou krátké, zahnuté drápky jsou přizpůsobeny k šplhání. Na předních nohách mají čtyři prsty a na zadních pět. Samice mají 6–12 bradavek.
Mají nápadné oči a kulaté uši. Celkem 20 zubů je uspořádáno podle zubního vzorce
- 1.0.1.3
- 1.0.1.3

Zajímavostí je, že jim jako jediným hlodavcům chybí slepé střevo. Dokládá to, že se živí potravou s malým obsahem celulózy, často z větší části živočišnou.

## Způsob života

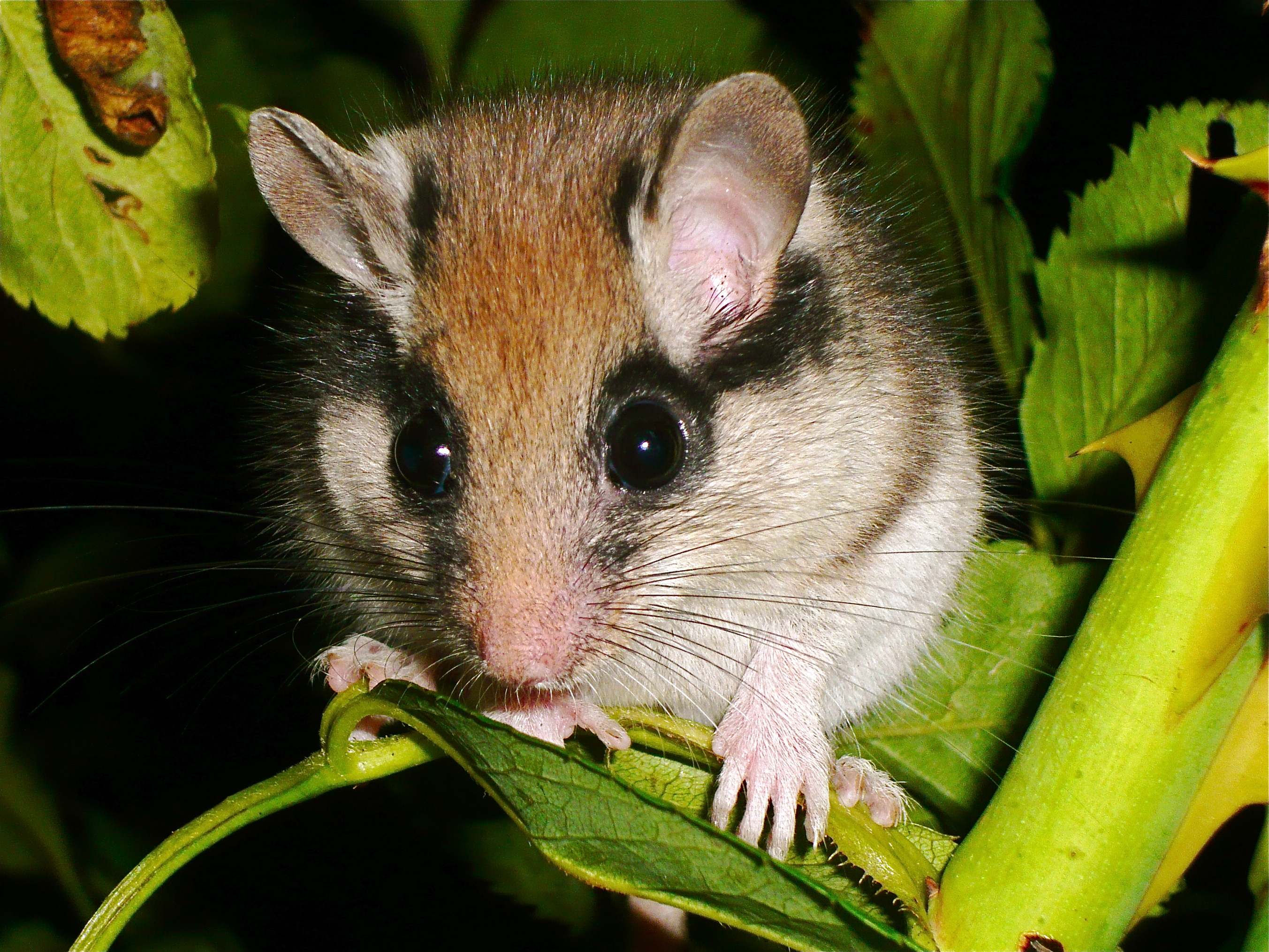
Plch zahradní (Eliomys quercinus)

Žijí v zalesněných oblastech, zahradách (zde s oblibou v živých plotech) i ve skalách.
Jsou to převážně noční dobře šplhající zvířata. Hnízda si staví v dutinách stromů, ve skalních puklinách, v podkroví budov nebo v opuštěných norách jiných zvířat. Často si je vystýlají mechem nebo podobným rostlinným materiálem.
Konzumují ovoce, oříšky a ve větší míře i hmyz, vejce i malé obratlovce. Severněji žijící plši včetně těch z Česka ke konci léta a na podzim nabírají na váze a pak – obvykle od října do dubna – přezimují stočeni do klubíčka. Někteří z nich se čas od času vzbudí a konzumují nashromážděnou potravu.
Po březosti trvající 21–30 dnů rodí 2–10 mláďat. Za rok mívají obvykle jeden nebo dva vrhy.
Ve volné přírodě se mohou dožít až 5,5 roku.

## Výskyt v Česku
Na českém území se vyskytují čtyři druhy plchů:
- Plšík lískový (Muscardinus avellanarius) – malý 60–90 mm dlouhý plch, nejhojnější zástupce čeledi plchovití v Česku,
- Plch velký (Glis glis) – největší z českých plchů dorůstající až 180 mm,
- Plch zahradní (Eliomys quercinus) – středně velký 100–110 mm dlouhý plch vyskytující se prakticky jen v západním pohraničí; nejvzácnější český plch,
- Plch lesní (Dryomys nitedula) středně velký plch dorůstající 85–100 mm žijící hlavně v Českém středohoří.

## Stupeň ohrožení
Většina druhů této čeledi není celosvětově ohrožena a v červeném seznamu druhů jsou vyhodnoceny jako málo dotčený druh. V Česku jsou však chráněné všechny čtyři tam žijící druhy. Pouze tři druhy plchovitých hlodavců jsou zařazeny mezi ohrožené nebo téměř ohrožené druhy:
Téměř ohrožený druh:
- Plch zahradní (Eliomys quercinus) žijící v Portugalsku, Španělsku, Francii, Belgii, jižní polovině Německa, Švýcarsku, Itálii, v západním pohraničí Česka, ostrůvkovitě v Chorvatsku, Rumunsku, Polsku, Ukrajině a Bělorusku, v Lotyšsku, Estonsku, jižním Finsku a v Rusku v pásu od Sankt Petersburgu k Magnitogorsku. Jeho populace obecně klesá, ale jen málokde je znám důvod (např. na Korsice to je konkurence potkanů).[7]

Zranitelné druhy:

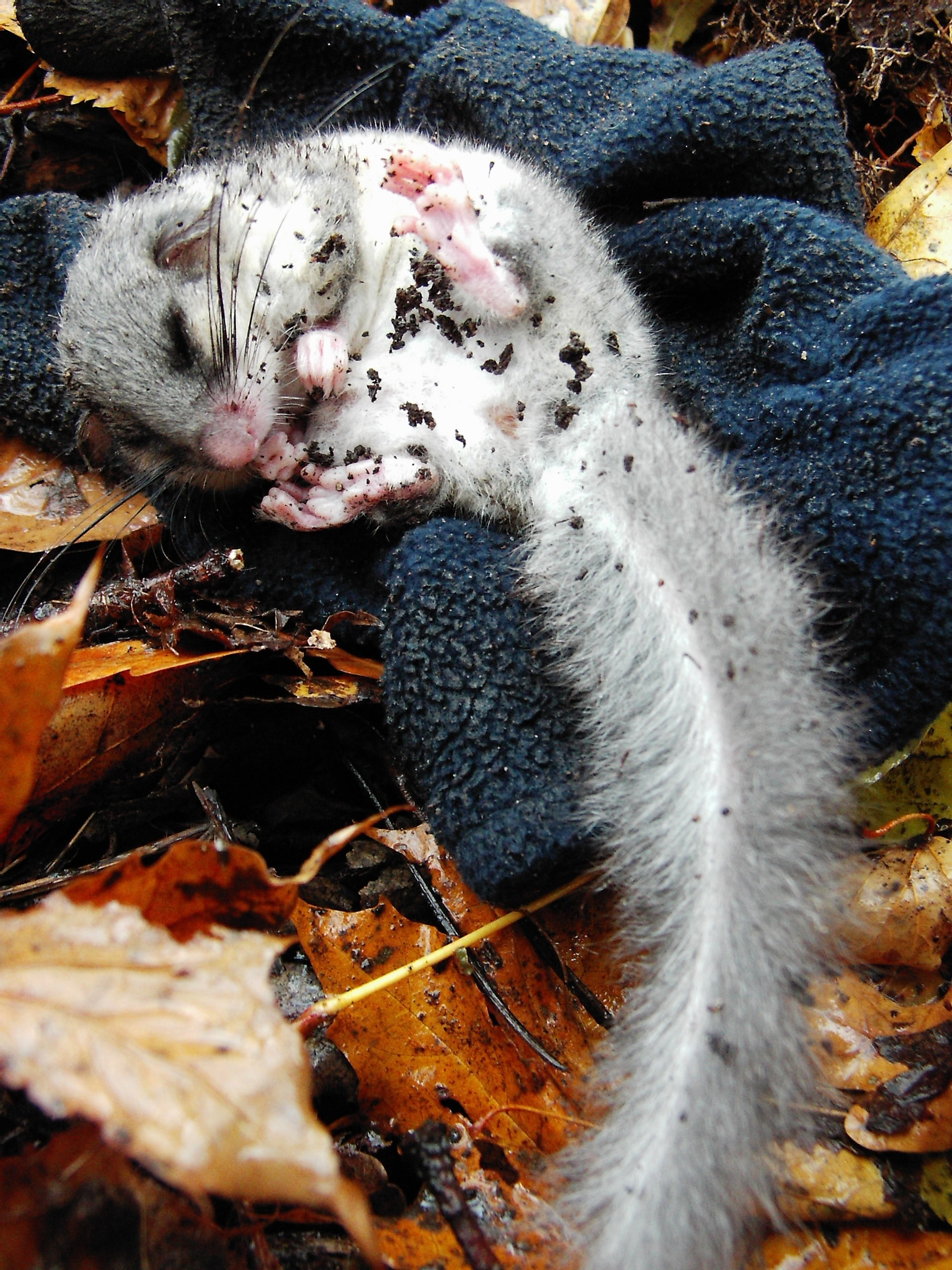
Přezimující plch velký

- Dryomys niethammeri obývající malé území v Balúčistánu v horách středního Pákistánu; byl popsán až v roce 1996, jsou doloženy pouze tři exempláře a o jeho životě není prakticky nic známo,[8]
- Plch myší (Myomimus roachi) vyskytující se v jihovýchodním Bulharsku (v okolí Burgasu), v přilehlých oblastech evropské části Turecka a ostrůvkovitě u tureckého pobřeží Egejského moře. Nedoložený je výskyt v Řecku u hranic s Tureckem. Zranitelný je z důvodu úbytku vhodného prostředí (přeměna na zemědělské plochy) především v evropské části Turecka a v Bulharsku.[9]